# بيري بولارد
بيري بولارد هو سياسي أمريكي، ولد في 1942 في كليفلاند في الولايات المتحدة، وتوفي في 1998. نشط حزبياً في الحزب الديمقراطي. وقد انتخب عضو مجلس نواب ميشيغان ‏.